# نانسي ريتشي
نانسي ريتشي (بالإنجليزية: Nancy Richey)‏ مواليد 23 أغسطس 1942 في سان أنجيلو, تكساس، الولايات المتحدة، هي لاعبة كرة مضرب أمريكية سابقة كانت تلعب باليد اليمنى.

## بطولات
ريتشي فازت ببطولتي جراند سلام للفردي (أستراليا المفتوحة 1967، فرنسا المفتوحة 1968)، وأربع بطولات جراند سلام للزوجي (1965 و1966 بطولة أمريكا المفتوحة للتنس، أستراليا المفتوحة 1966، بطولة ويمبلدون 1966). وصلت للتصنيف (2) للفردي في عام 1969، وحصلت على 69 لقب بالفردي خلال مسيرتها، وساعدت أمريكا في الحصول على كأس فيد في عام 1969. كما حصلت على لقب بطولة أمريكا الترابية للسيدات 6 مرات متتالية (1963-1968).
دخلت نانسي ريتشي إلى قاعة مشاهير التنس الدولية سنة 2003.

## روابط خارجية
- نانسي ريتشي على موقع رابطة محترفات التنس (الإنجليزية)
- نانسي ريتشي على موقع الاتحاد الدولي لكرة المضرب (الإنجليزية)
- نانسي ريتشي على موقع كأس بيلي جين كينغ (الإنجليزية)
- نانسي ريتشي على موقع قاعة مشاهير كرة المضرب الدولية (الإنجليزية)
- نانسي ريتشي على موقع خلاصة التنس.كوم (الإنجليزية)